# Île Verte (San Pedro y Miquelón)
Île Verte es una isla rocosa ubicada en la desembocadura de la bahía de Fortuna, en las afueras de la península de Burin, Terranova y Labrador,Canadá. Está situada entre la costa de Labrador y el archipiélago de San Pedro y Miquelón a 10 km de Langlade.
En 1908 se construyó el primer faro, el cual fue sustituido en 1955 y posteriormente en 1993. La luz ilumina las costas cada diez segundos y es visible a una distancia de 16 millas náuticas. La estructura también dispone de señales sonoras en caso de niebla. 
La pertenencia de Île Verte a Canadá o Francia es indeterminada.
En el Tratado de Utrecht de 1713, Francia reconoció que "la isla de Terranova, con las islas adyacentes, pertenecerá en adelante absolutamente a la G.B. [Gran Bretaña]" (Artículo 13). Sin embargo, el Tratado de París de 1763 estipulaba que "El Rey de Gran Bretaña cede las islas de San Pedro y Miquelón, en toda su propiedad, a Su Majestad el Cristianísimo [el Rey de Francia]" (Artículo 6); de hecho, la soberanía francesa se extendía a todo el archipiélago de San Pedro y Miquelón, incluyendo varios islotes diminutos que ahora pertenecen a Francia. Sin embargo, como Île Verte no se menciona explícitamente, su estatus sigue siendo incierto en cuanto a si está vinculada (soberanía francesa) o no (ahora soberanía canadiense) a Saint-Pierre-et-Miquelon.
Un acuerdo de 1972, que se ocupa únicamente de la delimitación de las zonas de pesca entre Francia y el Canadá, toma a la isla como punto de referencia para el límite de las aguas territoriales, pero no aclara su soberanía ni excluye las reclamaciones posteriores (artículo 9 del acuerdo de 1972).
Varios islotes y rocas, conocidos como islotes de Île Verte (Petite Île Verte, Îlot Noir, Îlot du Noroît, Île Dunan, Île Soeur Hilarion, etc.), se encuentran a unos 1.300 metros al sur de la isla, así como una roca más aislada, aún más al sur, conocida como el Niño Perdido de Île Verte. Este último islote es el único del archipiélago de Île Verte cuya soberanía francesa está especificada con precisión en el acuerdo de 1972.
El 27 de marzo de 1972 ambos gobiernos, tanto el de Canadá como el francés acordaron iniciar relaciones sobre el derecho de pesca. El artículo XIX reza: "La no provisión del presente Acuerdo será interpretado como un perjuicio ante las consecuentes reclamaciones territoriales por ambas partes en lo referente a aguas territoriales o jurisdicciones piscícolas"